# Красноярская-Сахалинская
Красноярская — платформа Сахалинского региона Дальневосточной железной дороги. Названа по селу Красноярское.

## История
Открыт в 1921 году в составе пускового участка «Холмск (Кита-Маока) — Чехов (Нода)». Возможно, во времена Карафуто имела путевое развитие.

## Описание
Платформа находится в живописном месте в западной части села, вблизи берега Татарского пролива.

## Деятельность
По состоянию на декабрь 2010 года платформа обслуживает 2 пары пригородных дизельных поездов «Холмск-Северный — Чехов» и «Холмск-Северный — Чехов — Томари».